# Лукаш Баєр
Лукаш Баєр (чеськ. Lukáš Bajer, нар. 15 грудня 1984, Пршеров) — чеський футболіст, що грав на позиції півзахисника.

## Ігрова кар'єра
Народився 15 грудня 1984 року в місті Пршеров. Вихованець клубу «Сігма» (Оломоуць).
У дорослому футболі дебютував 2004 року виступами за команду «Пардубиці», в якій провів один сезон, взявши участь у 26 матчах чемпіонату. Згодом з 2005 по 2007 рік грав у складі команд «Зноймо», «Ганацка Славія» та «Доста».
Своєю грою за останню команду знову привернув увагу представників тренерського штабу рідної «Сігми» (Оломоуць), до складу якого повернувся 2007 року. Цього разу відіграв за команду з Оломоуця наступні три роки своєї ігрової кар'єри. Більшість часу, проведеного у складі «Сігми», був основним гравцем команди. Також 2008 року недовго виступав за нідерландський «Гераклес» (Алмело).
Протягом 2012 року виступав за «Актобе» у чемпіонаті Казахстану, провівши у сезоні 24 матчі та відзначившись п'ятьма голами, після чого повернувся на батьківщину у клуб «Вікторія» (Жижков). Там не був основним гравцем тому восени 2013 року став гравцем молдавського «Мілсамі».
29 серпня 2014 року Баєр підписав контракт з клубом Канадської футбольної ліги «Кінгстон», але по завершенні сезону клуб припинив виступи. Надалі чех грав за грецькі аматорські команди «Короніс Койладас» та «Докса Вірона», а завершив ігрову кар'єру у команді «Арістонас Лігуріу», за яку виступав протягом 2018—2019 років.